# Arraona (revista d'història)
Arraona és el nom que rep una revista d'història de Sabadell, en llengua catalana, que apareix des del 1950. L'edita anualment l'Ajuntament de Sabadell, per mitjà de l'Arxiu Històric, el Museu d'Història i el Museu d'Art. Inclou un dossier temàtic, articles de recerca, altres de testimonials, novetats de l'Arxiu i dels museus municipals, ressenyes de llibres locals i novetats bibliogràfiques.

## Trajectòria
Cal distingir quatre èpoques diferents. La primera, del 1950 al 1975, amb gran presència d'articles escrits per l'historiador local Joan Alsina i Giralt. La segona, del 1976-1985. La tercera, impulsada per Josep M. Benaul –a qui es va dedicar el número 39–, amb un canvi de nom i de format, del 1987 al 2009. I la quarta època, des del 2009 fins avui. D'ençà del 2012, es publica només en versió digital, tot i que hi ha l'opció d'adquirir-ne exemplars impresos sota comanda.
Des que es va crear, ha rebut els noms següents: Arrahona: publicació del Museu d'Història de Sabadell, Arrahona: revista semestral del Museo de la Ciudad de Sabadell –durant el franquisme– i l'actual Arraona.